# Ilves (club sportif)

La tête de lynx est le logo utilisé par toutes les sections du club Ilves.

Ilves, en finnois Tampereen Ilves en finnois, ilves signifiant lynx, est un club sportif finlandais basé à Tampere et fondé en 1931. Bien que possédant des équipes de football, floorball, futsal et de ringuette, Ilves est surtout connu pour son club de hockey sur glace qui a quinze titres de champion de Finlande à son palmarès.

## Présidents
- 1931–1935 Niilo Tammisalo
- 1935–1936 Mikko Tiitola
- 1936–1938 Kauko Makkonen
- 1938–1940 Jussi Tiitola
- 1940–1944 Väinö Teivaala
- 1944–1956 Risto Lindroos
- 1956–1959 Aarne Honkavaara
- 1959–1961 Allan Tokoi
- 1961–1964 Pekka Terho
- 1964–1969 Tero Jaakkola
- 1969–1974 Paul Kirjavainen
- 1974–1977 Pekka Terho
- 1977–1980 Raimo Eskelinen
- 1980–1982 Risto Hannula
- 1982–1984 Jorma Huura
- 1984–1992 Harri Pyhältö
- 1992–1994 Hannu Telenius
- 1994–2003 Kari Kaitasuo
- 2003–2009 Markku Lehtola
- 2009–… Petri Ojala[1]

## Sections sportives

### Section football
Le FC Ilves remporte le championnat de Finlande de football en 1983 après avoir remporté le titre de champion de la deuxième division en 1978. L'année suivante, ils remportent la Coupe de Finlande, performance réitéré en 1990.

### Section hockey sur glace
La section de hockey fait ses débuts dans la SM-sarja en 1931 et ont récolté depuis seize titres de champion de Finlande.